# Soil
Soil, a menudo escrito SOiL, es una banda de rock de Chicago, Illinois, Estados Unidos. Los miembros actuales son  Ryan McCombs (vocalista), Tom Schofield (batería), Tim King (bajo) y Adam Zadel (guitarra).
Soil cosechó su primer éxito cuando en 2001 Pat Lynch de la emisora de radio de Orlando, Florida, WJRR, radiodifundió el demo de la banda "Halo". La banda fichó por la discográfica J Records (subdivisión de RCA Records). Clive Davis, responsable de bandas como Pink Floyd y Bruce Springsteen, contrató a la banda.

## Inicios (1997-2000)
Soil fue formado originalmente en 1997 por tres de los cuatro miembros del death metal "Oppressor", acompañados por el guitarrista de otra banda de death metal "Broken Hope", como un proyecto paralelo a sus otras bandas. Ryan McCombs fue contratado posteriormente para las tareas vocales.
La formación original de la banda era Ryan McCombs (voz), Shaun Glass (guitarra) (Broken Hope), Tom Schofield, King Tim y Adam Zadel (los tres ex-Oppressor).
Los primeros tres lanzamientos de Soil: Soil (EP), El Chupacabra (EP) y su álbum de debut Throttle Junkies, con estos lanzamientos la banda no pudo ingresar al mainstream. Fue en ese momento que todos los miembros de Soil han abandonaron sus otras bandas para centrarse en ésta como su proyecto principal.

### Scars(2001-2003)
Con "Halo" ganando una atención en la radio importante, las discográficas iniciaron una guerra de ofertas por un contrato con SOiL. La banda finalmente firmó con J Records con una leyenda de la industria de la música Clive Davis, responsable de tales bandas como Pink Floyd y Bruce Springsteen, quien afirmó que "van a ser mi única banda de rock sólo por el momento. Serán una prioridad, y quiero explotar esta banda". SOil finalmente experimentó el éxito en el debut con grandes discográficas, Scars, fue lanzado el 11 de septiembre de 2001, este logro se vio favorecido por los populares singles "Halo" y "Unreal", que ganaron exposición en MTV.

### Redefiney partida de Ryan McCombs (2004-2005)
En 2004, la banda se separó de J Records después de las ventas de álbumes de su segundo álbum, Redefine no cumplió con las expectativas que había con su álbum anterior Scars. Poco después, el vocalista Ryan McCombs anunció su salida del grupo para estar con su familia, obligando a la banda a cancelar todos los shows programados. Nueva York, el vocalista AJ Cavalier fue presentado el 15 de noviembre de 2004 como reemplazo de McCombs. En 20 de julio de 2005, McCombs fue confirmado para ser el nuevo cantante de Drowning Pool.

### True Self(2005-2008)
El 21 de septiembre de 2005, SOil firmó en Nueva York con el sello independiente DRT Entertainment. Su álbum True Self fue lanzado el 2 de mayo de 2006. El álbum se filtró en los sitios de P2P y BitTorrent el 4 de marzo, casi dos meses antes de su lanzamiento oficial. SOiL se embarcó en un programa de giras muy grande en todo el mundo para promocionar el lanzamiento. En noviembre de 2007 Shaun Glass se separó de la banda, citando diferencias personales y musicales; y para centrarse en su propia banda Dirge Within.

### Picture Perfecty regreso de Ryan McCombs (2009-2011)
El 20 de octubre de 2009, el álbum Picture Perfect fue lanzado en todo el mundo a través de Bieler Bros. Records, excepto en Europa, donde fue lanzado por AFM Records. Picture Perfect fue producido por Johnny K (Disturbed, Staind), Wild Ulrich (Deftones, Incubus) y SOil, con Dave Fortman (Mudvayne, Evanescence) en el manejo de la mezcla. Fue promovido con el primer sencillo, "Like It Is". En enero de 2010, "The Lesser Man" fue anunciado como segundo sencillo.
En 23 de julio de 2010, el vocalista A.J. Cavalier, y el baterista Tom Schofield anunciaron su salida de la banda. El vocalista Jordan Lee y el baterista Mike Tignino fueron anunciados como reemplazos para los shows previstos.
La banda se reunió con el vocalista original Ryan McCombs, para una gira de 12 fechas coprotagonizada por Puddle of Mudd en Reino Unido en octubre de 2011 para celebrar el 10º aniversario de Scars. El exbaterista Jon Wysocki (Staind) también se unió para el Tour de 2011 en Reino Unido.
Sony Music UK ha anunciado que Scars se ha certificado de plata en el Reino Unido, con ventas de más de 60.000 unidades.

### Giras pendientes (2011-presente)
SOil añadió varias fechas estadounidenses en sus conciertos a lo largo del 2012. El viaje será el primero de la banda en los EE. UU., desde la reunión con su vocalista original Ryan McCombs.
El primer DVD de SOil fue titulado "Re-LIVE-ing The Scars" fue lanzado 8 de mayo de 2012. El combo DVD / CD fue grabado en vivo en Londres durante las funciones agotadas de 2011 de la gira por Reino Unido y cuenta con el primer show en vivo con el vocalista Ryan McCombs en 7 años. El DVD también incluye material adicional y galería de fotos.
El Sexto álbum de estudio de Soil "Whole" fue lanzado el 16 de agosto de 2013 (todo el mundo) y el 20 de agosto de 2013 (América del Norte). El primer video y sencillo fue "Shine On", el segundo fue "The Hate Song" lanzada en 2014.

## Miembros
- Ryan McCombs – Voces (1997–2004)(2012-presente).
- Adam Zadel – Guitarra, coros
- Tim King - Bajo
- Tom Schofield – Batería

### Anteriores miembros
- Shaun Glass – Guitarra (1997-2007)
- AJ Cavalier- Voces (2005-2012).

## Discografía
Álbumes de estudio
- Throttle Junkies (1999)
- Scars (2001)
- Redefine (2004)
- True Self (2006)
- Picture Perfect (2009)
- Whole (2013)